# 로버트 로건

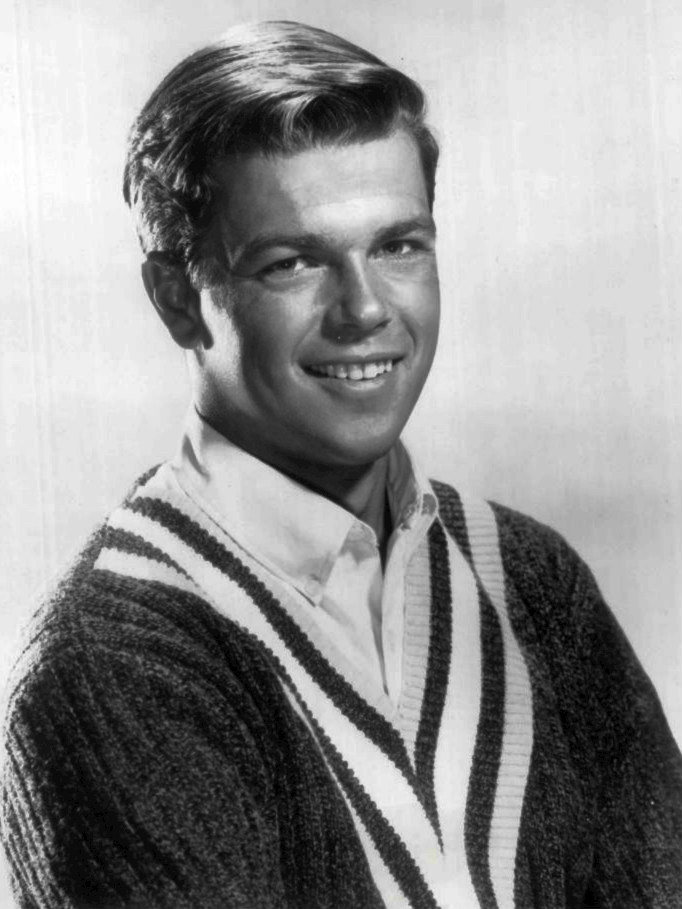

로버트 로건(Robert Logan, 1941년 5월 29일 ~ )은 미국의 야구 선수, 영화배우, 텔레비전 배우, 각본가이다.
브루클린에서 태어났다.

## 영화
- 터크 애버래스팅 (2002년)
- 천국의 낙원 (1983년)
- 난파선 (1978년)
- 로빈슨 가족 2 (1978년)
- 스노우비스트 (1977년)
- 죽음의 교차로 (1976년)
- 로빈슨 가족 (1975년)
- 레마겐의 철교 (1969년)
- 선셋 77번가 (1958년)